# Arebommanhalli, Sedam
Arebommanhalli là một làng thuộc tehsil Sedam, huyện Gulbarga, bang Karnataka, Ấn Độ.